# Nemoria adjunctaria
Nemoria adjunctaria là một loài bướm đêm trong họ Geometridae.